# Xyris trichophylla
Xyris trichophylla är en gräsväxtart som beskrevs av Gustaf Oskar Andersson Malme. Xyris trichophylla ingår i släktet Xyris och familjen Xyridaceae. Inga underarter finns listade i Catalogue of Life.